# Ctenus atrivulvus
Ctenus atrivulvus este o specie de păianjeni din genul Ctenus, familia Ctenidae, descrisă de Strand, 1909. Conform Catalogue of Life specia Ctenus atrivulvus nu are subspecii cunoscute.